# Ginnastica ai Giochi della XXXI Olimpiade - Trampolino maschile
La competizione del trampolino maschile (ginnastica) dei giochi olimpici di Rio de Janeiro 2016 si è svolta il 13 agosto 2016 presso la HSBC Arena.

## Qualificazioni
I primi otto ginnasti si sono qualificati per la finale.
| Pos. | Ginnasta             | Obbligatorio | Personale | Penalità | Totale  | Note |
| ---- | -------------------- | ------------ | --------- | -------- | ------- | ---- |
| 1    | Gao Lei              | 52.160       | 60.375    |          | 112.535 | Q    |
| 2    | Uladzislau Hancharou | 50.630       | 60.460    |          | 111.090 | Q    |
| 3    | Dong Dong            | 49.280       | 60.770    |          | 110.050 | Q    |
| 4    | Dmitry Ushakov       | 49.340       | 59.840    |          | 109.180 | Q    |
| 5    | Andrey Yudin         | 49.645       | 59.080    |          | 108.725 | Q    |
| 6    | Masaki Ito           | 49.140       | 59.325    |          | 108.465 | Q    |
| 7    | Ginga Munetomo       | 49.140       | 59.050    |          | 108.190 | Q    |
| 8    | Dylan Schmidt        | 48.300       | 59.360    |          | 107.660 | Q    |
| 9    | Nathan Bailey        | 47.795       | 59.000    |          | 106.795 | R1   |
| 10   | Sébastien Martiny    | 49.015       | 57.215    |          | 106.230 | R2   |
| 11   | Logan Dooley         | 47.885       | 58.170    |          | 106.055 |      |
| 12   | Pirmammad Aliyev     | 48.375       | 57.515    |          | 105.890 |      |
| 13   | Blake Gaudry         | 49.525       | 55.925    |          | 105.450 |      |
| 14   | Jason Burnett        | 49.320       | 54.395    |          | 103.715 |      |
| 15   | Rafael Andrade       | 47.035       | 29.110    |          | 76.145  |      |
| 16   | Diogo Abreu          | 49.615       | 6.240     |          | 55.855  |      |

## Finale
| Pos.    | Atleta               | Nazione       | Difficoltà | Esecuzione | Sp. orizz. | Volo | Totale |
| ------- | -------------------- | ------------- | ---------- | ---------- | ---------- | ---- | ------ |
| Oro     | Uladzislau Hancharou | Bielorussia   | 17.300     | 26.400     | 18.045     |      | 61.745 |
| Argento | Dong Dong            | Cina          | 17.800     | 25.200     | 17.535     |      | 60.535 |
| Bronzo  | Gao Lei              | Cina          | 18.400     | 23.700     | 18.075     |      | 60.175 |
| 4       | Ginga Munetomo       | Giappone      | 18.000     | 23.700     | 17.835     |      | 59.535 |
| 5       | Dmitrii Ushakov      | Russia        | 16.700     | 25.500     | 17.325     |      | 59.525 |
| 6       | Masaki Ito           | Giappone      | 17.200     | 24.000     | 17.600     |      | 58.800 |
| 7       | Dylan Schmidt        | Nuova Zelanda | 17.100     | 22.500     | 17.540     |      | 57.140 |
| 8       | Andrey Yudin         | Russia        | 2.200      | 2.700      | 1.915      |      | 6.815  |